# Wilhelm Harster
Wilhelm Harster est un juriste allemand devenu policier SS à l'époque du nazisme, né le 21 juillet 1904 à Kelheim (Allemagne) et mort le 25 décembre 1991 à Munich. Il est condamné à deux reprises, pour crimes de guerre puis pour crimes contre l'humanité. En tout, il n'effectue que 10 ans de prison sur ses condamnations à 27 ans en tout.
Sous le nazisme, il est SS-Gruppenführer et chef de la police de sûreté et du SD (BdS) (de) pour les Pays-Bas puis l’Italie. Condamné en 1949 à 12 ans de prison pour crimes de guerre, il est libéré en 1953 et devient haut fonctionnaire du ministère de l'Intérieur de Bavière. En 1963, à la suite de ses propos concernant son ex-subordonné Erich Rajakowitsch (de), qui a été arrêté et doit être jugé à Vienne, il est démis de ses fonctions et jugé à nouveau deux ans plus tard. Harster, qui a été un rouage essentiel de l'extermination des Juifs aux Pays-Bas, puis en Italie, est à nouveau condamné à 15 ans de prison pour crimes contre l'humanité, en 1967, mais est amnistié et libéré deux ans plus tard.

## Études et nazisme
Harster fait ses études à Munich entre 1910 et 1919, devenant docteur en droit de l'université de Munich en 1927. Il devient réserviste de la Reichswehr en 1920, servant dans le 1er bataillon de la Bunt Oberland. En 1929, il entre dans la Kriminalpolizei (police judiciaire). Harster devient membre du NSDAP le 1er mai 1933 (no 3 226 954).
Le 9 novembre 1933, il rejoint la SS (no 225 932), puis, le 29 octobre 1935, le service de police interne des SS, le Sicherheitsdienst (SD). Au début de la guerre, il est Obersturmbannführer.
Du 19 juillet 1940 au 29 août 1943, il dirige le SD aux Pays-Bas, et est, en tant que tel, impliqué dans la mort de 104 000 Juifs, dont Anne Frank. Nommé Oberführer en novembre 1941, puis Brigadeführer und Generalmajor der Polizei en novembre 1942, il devient Gruppenführer und Generalleutnant der Polizei en novembre 1944. Après son séjour aux Pays-Bas, il devient dirigeant du SD en Italie, sous le commandement de l‘Obergruppenführer Karl Wolff, du 29 août 1943 jusqu'à son arrestation par les Britanniques le 10 mai 1945.

## Arrestation, libération, fonctionnaire et nouveau procès
Extradé aux Pays-Bas, il y est jugé et condamné, en 1949, pour crimes de guerre, à une peine de 12 ans de prison. Il est néanmoins libéré de façon anticipée dès 1953, ayant purgé huit ans de prison sur les douze (en comptant la détention préventive).
Harster devient alors haut fonctionnaire du ministère de l'Intérieur de Bavière. En 1963, à la suite de l'arrestation du criminel de guerre Erich Rajakowitsch (de), dans laquelle Simon Wiesenthal a joué un rôle important, il défend son ancien subordonné, en prétendant qu'il ne s'était pas occupé de la spoliation des Juifs. Son passé est alors révélé à l'opinion publique, l'obligeant à démissionner la même année.
En 1967, il est jugé à nouveau, et condamné à 15 ans de prison pour crimes contre l'humanité, en particulier pour la déportation de Juifs à Auschwitz et Sobibor. Mais deux ans plus tard, il est amnistié et libéré, à l'âge de 65 ans. Il meurt en 1991, âgé de 87 ans.